# Apache (webserver)
 For alternative betydninger, se Apache (flertydig). (Se også artikler, som begynder med Apache)
Apache HTTP Server er en webserver fra Apache Software Foundation.
Projektet er styret af en gruppe frivillige rundt omkring i verden, som udvikler serveren og skriver dens manualer. Disse frivillige er kendt som "The Apache Group".
Apache er verdens mest udbredte open source-serverprogram, med en andel på over 60 procent af alle webservere på Internettet. Apache var den første webserver der kunne hoste mere end ét domæne per fysisk server, og revolutionerede derfor hosting verdenen, da alle ville kunne få deres eget domæne hostet billigt.
Programmet er frit tilgængelig og kan køre på de fleste styresystemer.
Apache er typisk webserver-delen af en såkaldt LAMP-opsætning.

## Historie
I februar 1995 var den mest brugte HTTP server udviklet af Rob McCool på NCSA (National Center for Supercomputing Applications). I midten af 1994 gik udviklingen dog langsommere og langsommere og efter at han forlod NCSA. Derefter lavede forskellige webmastere udvidelser og rettede fejl (bugs). Brian Behlendorf og Cliff Skolnick lavede en mail liste/nyhedsgruppe. I slutningen af februar startede otte folk hvad der er "Apache Group": Brian Behlendorf, Roy T. Fielding, Rob Hartill, David Robinson, Cliff Skolnick, Randy Terbush, Robert S. Thau, Andrew Wilson.
Ved at bruge NCSA httpd 1.3 og tilføje alle de udvidelser de kunne finde lavede de den første officielle udgivelse af Apache (0.6.2) i april 1995.
Apache serveren var en kæmpe hit. I maj-juni 1995 fokuserede de på at tilføje ting til v0.7.x og Robert Thau designede en ny server arkitektur og en bedre API (Application Programming Interface).